# Mescal (distillato)
Il mescal (AFI: /mesˈkal/, spagnolo mezcal, náhuatl mexcalli) è un distillato messicano ottenuto dalla pianta dell'agave, prodotto soprattutto nello stato di Oaxaca. 

## Etimologia

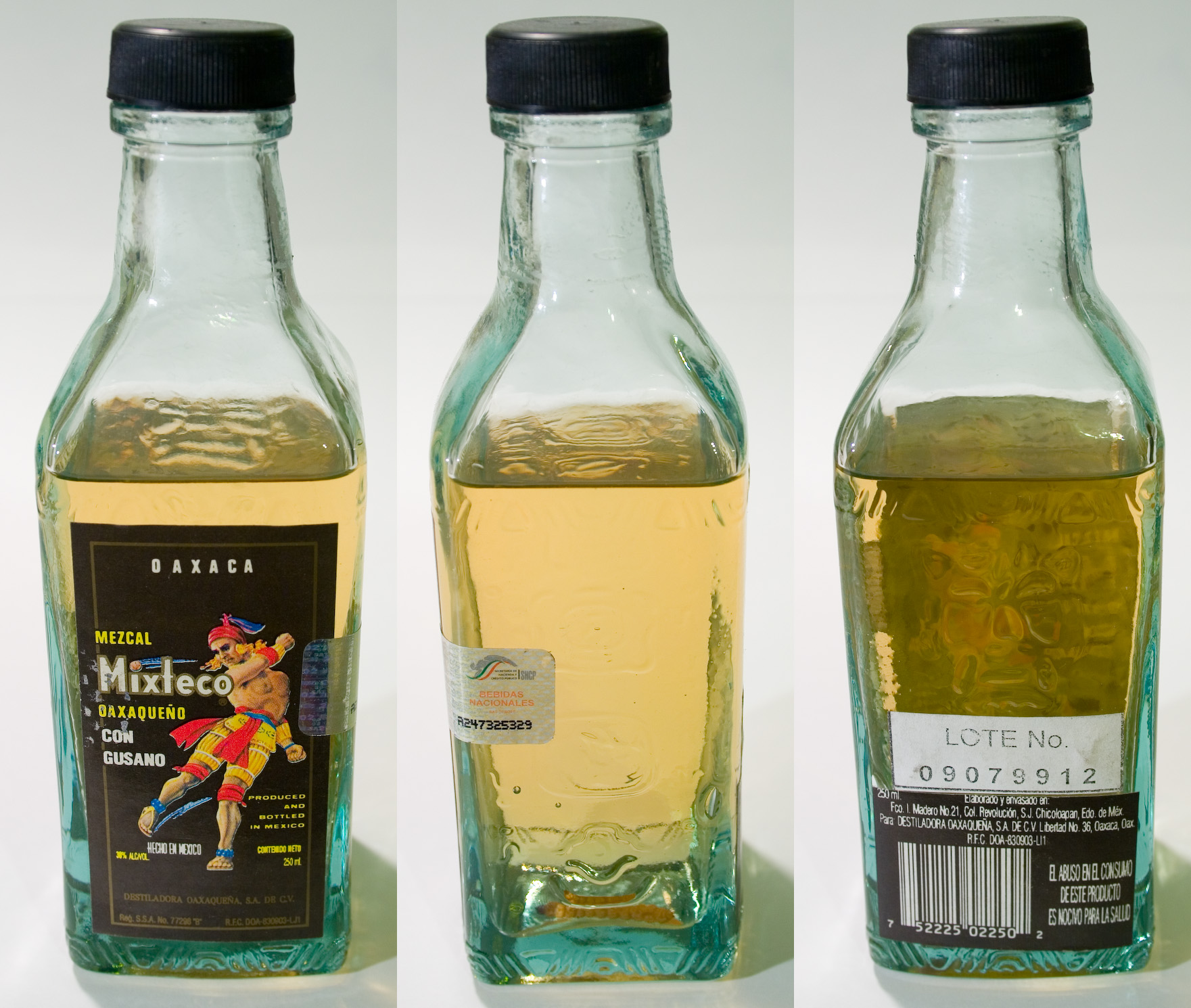
Bottiglie di mescal con gusano

Il nome italiano mescal è un adattamento dello spagnolo mezcal (pronuncia [meθˈkal], in Messico [mesˈkal]), che a sua volta deriva dal náhuatl mexcalli ([meʃˈkalli]), da metl ([met͡ɬ], "agave") e ixcalli ([iʃˈkalli], "cotto").

## Storia
Il mescal è prevalentemente prodotto e diffuso nello stato messicano di Oaxaca, in particolar modo nei distretti di Sola de Vega, Miahuatlán, Yautepec, Santiago Matatlán, Ocotlán, Ejutla e Zimatlán, che costituiscono le regioni per la denominazione di origine protetta del prodotto, registrato il 19 marzo del 1995 presso l'Organizzazione mondiale per la proprietà intellettuale di Ginevra. Esistono differenti specie di agave, tra cui l'Agave angustifolia e l'Agave salmiana, e a ognuna di esse è associata una particolare varietà di mescal.

## Produzione

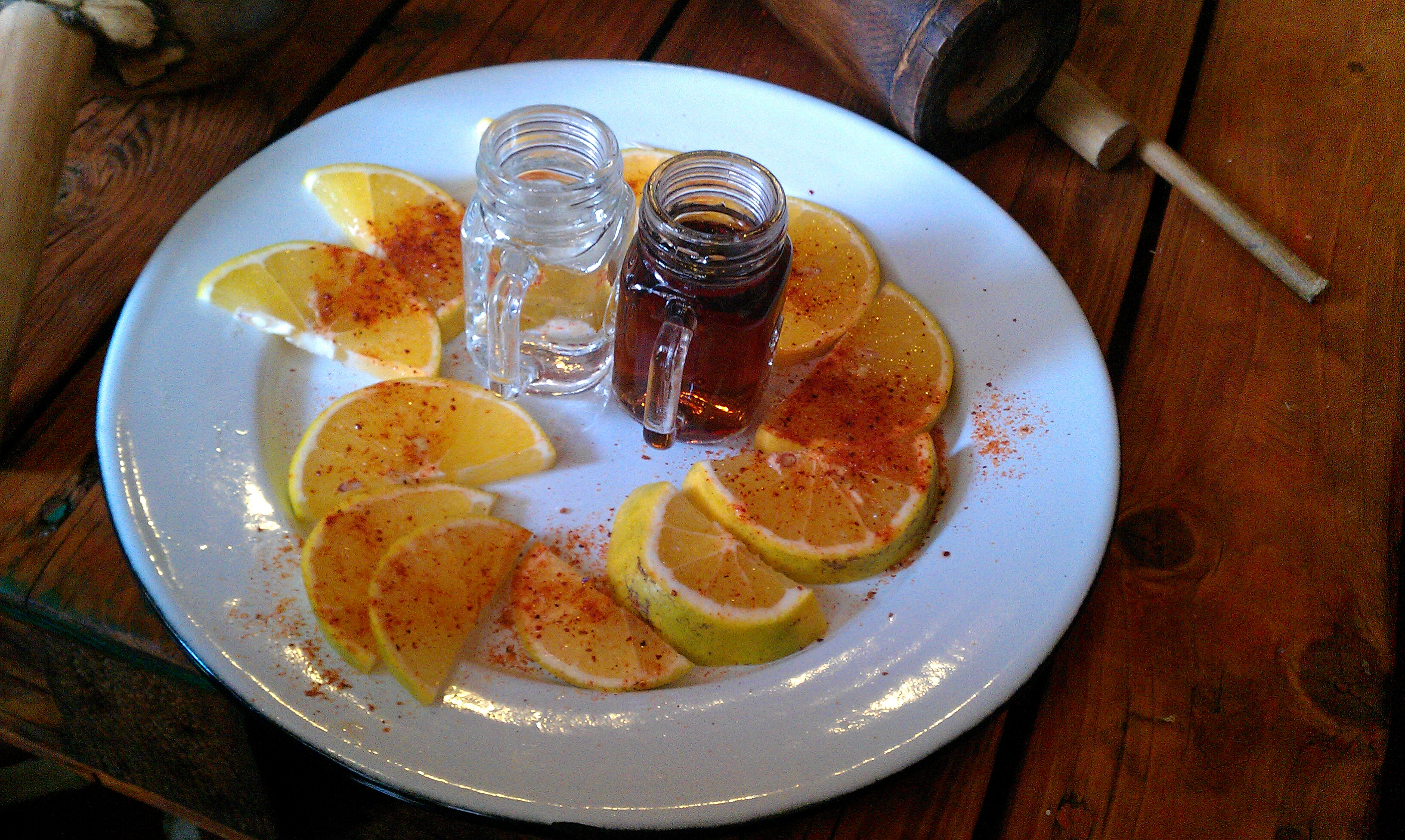
Mescal blanco e añejo, serviti con fette di arancia e sal de gusano (letteralmente "sale di verme", un composto da sale, peperoncino e larve sbriciolate).

Il mescal, a differenza della più conosciuta tequila, si produce solo con la parte centrale dell'agave, conosciuta come espadin. Quando la pianta raggiunge i 6-8 anni di vita, si tagliano e si raccolgono tutte le foglie, lasciando solo il cuore, che viene chiamato piña per il suo aspetto e che viene cotto in speciali forni interrati. Dopo la cottura viene triturato e lasciato macerare da 14 a 30 giorni. Segue la distillazione in piccoli alambicchi discontinui, che può durare a lungo ed essere svolta per due volte.
Il distillato viene quindi lasciato riposare in grandi botti di legno per un periodo che va dai 2 mesi ai 7 anni. Durante questo tempo acquisisce un colore dorato e via via più scuro.
L'invecchiamento ha tre distinte denominazioni:
- Añejo – per almeno un anno, in botti di non più di 200 litri;
- Reposado – per un periodo da due mesi a un anno;
- Blanco – chiaro, conservato meno di due mesi.

Per aromatizzare un certo tipo di mescal viene depositata all'interno delle bottiglie una larva d'insetto: viene comunemente definito verme, ma è in realtà la larva di un coleottero, il Scyphophorus acupunctatus. Oppure si utilizza la larva di Comadia redtenbacheri, detta comunemente gusano rojo, considerata più pregiata della prima: si tratta di un lepidottero che è una vera e propria piaga per l'agave e la manioca in America.